# شلبک (تهیه‌کننده موسیقی)
کارل یوهان شوستر (سوئدی: Johan Schuster؛ زادهٔ ۱ فوریهٔ ۱۹۸۵) که به‌طور حرفه‌ای با نام شلبک شناخته می‌شود، تهیه‌کننده، ترانه‌سرا و نوازنده چندساز سوئدی است. شلبک به عنوان تولیدکننده شماره ۱ در سال ۲۰۱۲ در جدول پایان سال مجله بیلبورد ثبت شد و همچنین در همان سال در صدر فهرست «۱۰ آهنگساز برتر جدول پخش» آنها قرار گرفت. او برنده چهار جایزه گرمی شده‌است.
او به‌طور منظم با آهنگساز مکس مارتین همکاری می‌کند و با هم آهنگ‌هایی را برای هنرمندان مختلفی مانند: پینک، تیلور سوئیفت، آدام لمبرت، بریتنی اسپیرز، آشر، آوریل لاوین، آریانا گرانده، ادل و مارون ۵ تولید، نوشته یا به صورت مشترک نوشته‌اند. شلبک همچنین با بنی بلانکو تهیه‌کننده دیگر همکاری داشته‌است و آهنگ‌هایی از خود ساخته‌است، از جمله «میخوام که برگردی» از شر لوید و «حیوانات» از مارون ۵. او آهنگ «نمی‌توانم متوقفش کنم» را نوشته و تولید کرده‌است. «احساس!» به همراه مارتین و جاستین تیمبرلیک برای انیمیشن ترول‌ها و نامزدی جایزه اسکار بهترین آهنگ اصلی در سال ۲۰۱۷ را به دست آوردند.